# 武钢集团
中國寶武武鋼集團有限公司（簡稱武鋼集團）是中华人民共和国成立后兴建的第一个特大型钢铁联合企业，位于湖北省武汉市青山区（亦为其下辖的一个类似乡级单位），现为宝武鋼鐵的子公司。武钢于1955年开始建设，1958年9月13日正式投产。世界钢铁协会根據中国钢铁工业协会提供的數據，武鋼集團於2015年產量全球排名第11名。
武漢鋼鐵公司主要生产热轧卷板、冷轧卷板、镀锌板、镀锡板、冷轧硅钢片、彩色涂层板和各种型材、线材、中厚板等。此外还生产焦炭、耐火材料、化工产品、粉末冶金产品、铜硫钴精矿、水渣、氧气、稀有气体等。是中国主要的汽车板生产基地和世界主要的冷轧硅钢片生产基地。

## 历史
武漢鋼鐵廠成立於1958年，於武汉市青山区（原屬武昌）新建及接收武漢市漢陽鐵廠的遺留物資而建立，為第一個五年計劃的156項重點工程之一。
1997年武钢集团成立股份制有限公司「武汉钢铁股份有限公司」，並於上海证券交易所上市（上交所除牌前：600005，简称：武钢股份）。
2004年11月经国务院国资委批准，鄂城钢铁与武钢联合重组，成为武钢集团控股子公司，后于2014年成为武钢集团全资子公司。
2005年12月，武钢集团与广西国资委签订《武钢和柳钢联合重组协议书》，建立合營企業广西钢铁集团，武钢集团佔80%，以現金支付股本，广西国资委佔20%，广西国资委以全部柳州钢铁集团權益作為支付股本。其後广西钢铁集团發展广西防城港市钢铁基地项目。2015年广西国资委退股广西钢铁集团。
2007年8月，武钢集团与昆明钢铁集团签订《昆明钢铁股份有限公司增资扩股协议书》，透過增發新股控股「昆明钢铁股份」。
2013年武钢集团完成收購德国蒂森克虏伯旗下的經營激光拼焊接的子公司。

### 宝武重組
2015年6月2日，武鋼集團总经理马国强接替邓崎琳，升任武鋼集團董事长兼黨委書記。 马国强亦曾任宝钢股份总经理、宝钢集團副总经理。 2016年1月，經中國共產黨中央紀律檢查委員會調查後，鄧崎琳被開除黨籍，移送司法機關。
同年，马国强於兩會期間向傳媒透露，武钢集團将由8万员工，裁员5万人至3万人。同年6月27日，因筹划宝武合併，武钢股份申請停牌。7月7日武鋼集團公佈2016年全年减產目標為粗鋼442萬公噸（武钢股份140萬公噸、鄂城鋼鐵222萬公噸、襄陽重型裝備材料有限公司80萬公噸）。
9月20日武鋼集團計劃無償划转给央企国新投资有限公司、北京诚通金控投资有限公司各247,297,606股武钢股份，各佔2.45%股權，若完成交易後武鋼集團仍持有52.76%。
9月21日，「宝钢股份」和「武钢股份」发布公告称，宝钢股份将以换股方式吸收合并武钢股份。武钢股份在2015年亏损75亿元，2016年上半年亏损1.29亿元。 9月22日，国务院国资委下发通知，经国务院批准，宝钢集团与武汉钢铁集团实施联合重组，宝钢集团更名为「中国宝武钢铁集团有限公司」。原武钢集团整体无偿划入宝武钢铁集团，成为全资子公司。

## 行政区划
武钢集团下辖武钢集团虚拟社区。

## 图库

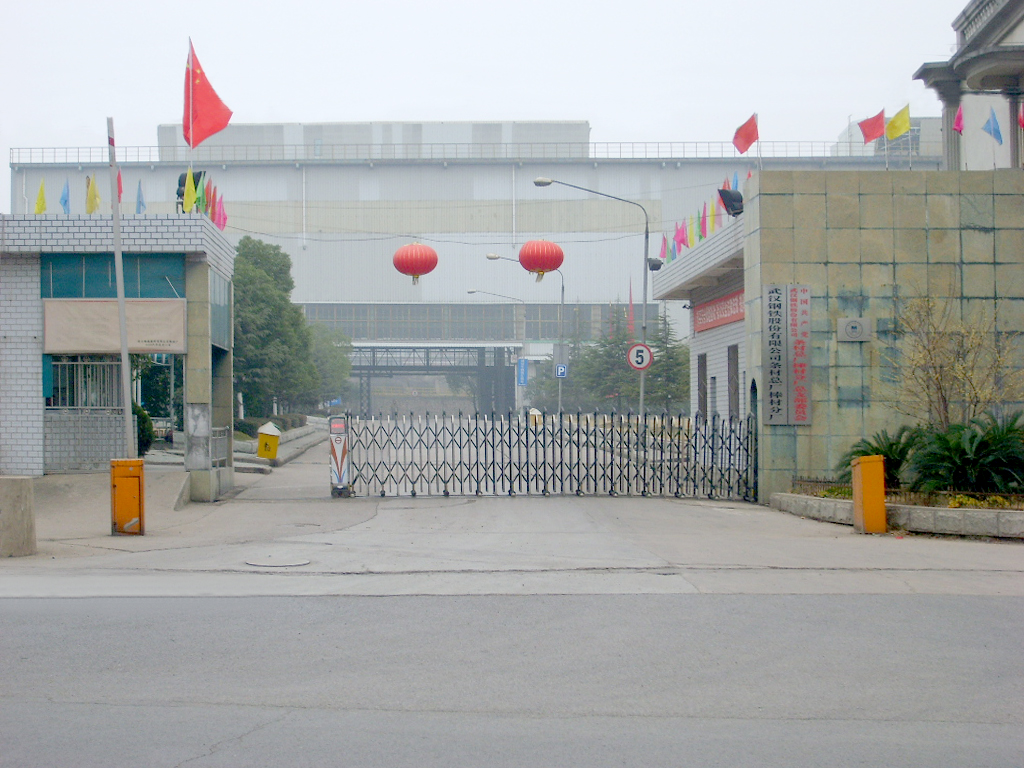
武钢棒材厂
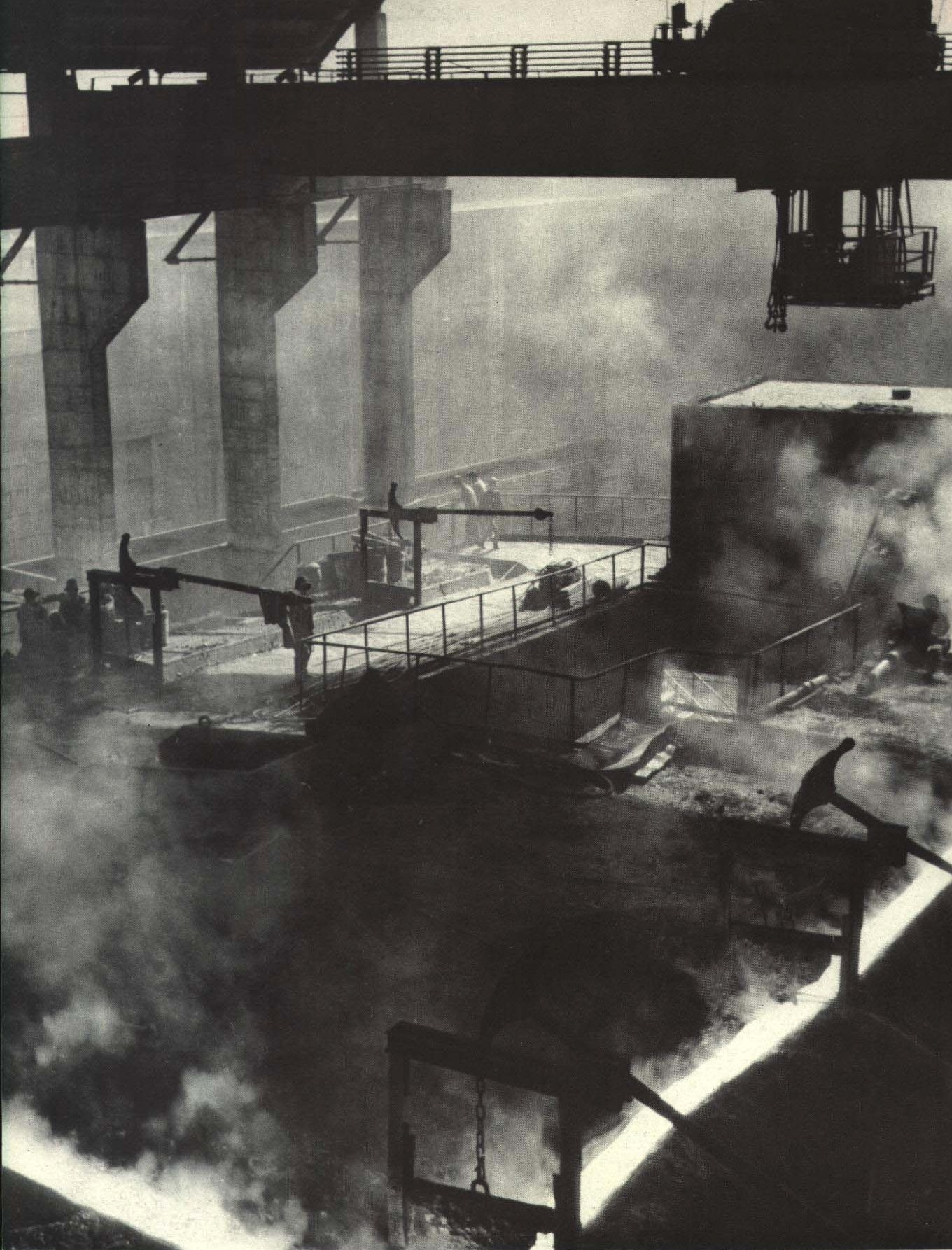
1963年武汉钢铁公司
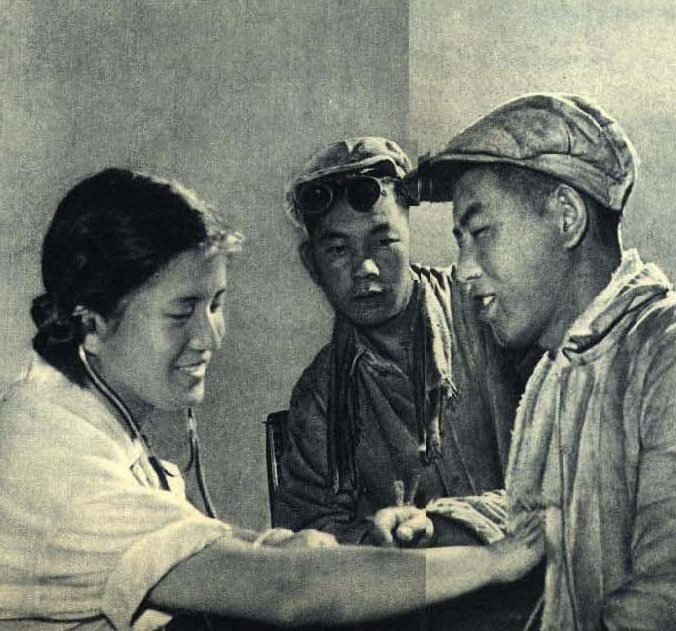
1962年武汉钢铁公司员工体检

## 外部連結
- 中国宝武武钢集团有限公司 （页面存档备份，存于） （简体中文）